# Películas para no dormir
Películas para no dormir (Filme pentru a nu adormi) este o serie de 6 filme spaniole de groază create pentru televiziune. Filmele se bazează pe serialul de televiziune spaniol SF-de groază-thriller Historias para no dormir regizat de Narciso Ibáñez Serrador și care a fost transmis în 1966 de către Televiziunea Spaniolă.

## Películas para no dormir
| Titlu                  | Titlu (în engleză) | Regizor                 | Distribuție | Premiera TV        |
| ---------------------- | ------------------ | ----------------------- | --- | ------------------ |
| La habitación del niño | The Baby's Room    | Álex de la Iglesia      | Javier Gutiérrez, Leonor Watling, Sancho Gracia, María Asquerino, Terele Pávez, Eulalia Ramón, Cesáreo Estébanez, Gracia Olayo, Asunción Balaguer, Antonio Dechent | 12 ianuarie 2007   |
| Para entrar a vivir    | To Let             | Jaume Balagueró         | Macarena Gómez, Nuria González, Adrià Collado, Ruth Díaz | 19 ianuarie 2007   |
| La culpa               | Blame              | Narciso Ibáñez Serrador | Nieve de Medina, Montse Mostaza, Elena de Frutos, Alejandra Lorenzo, Mariana Cordero                                                                               | 27 septembrie 2009 |
| Cuento de Navidad      | Xmas Tale          | Paco Plaza              | Maru Valdivieso, Christian Casas, Roger Babià, Daniel Casadellà, Pau Poch, Ivana Baquero, Elsa Pataky, Loquillo                                                    | 25 octombrie 2009  |
| Adivina quién soy      | A Real Friend      | Enrique Urbizu          | Goya Toledo, Nerea Inchausti, José María Pou, Aitor Mazo, Eduard Farelo                                                                                            | 25 octombrie 2009  |
| Regreso a Moira        | Spectre            | Mateo Gil               | Juan José Ballesta, Natalia Millán, Jordi Dauder, Miguel Rellán, José Ángel Egido, David Arnanz, Victoria Mora                                                     | 27 septembrie 2009 |

## Historias para no dormir

### DVD
Serialul a fost lansat pe DVD la 19 mai 2008 de către distribuitorul Vellavisión, nu neapărat în ordinea episoadelor TV:
Discul 1
- El Muñeco
- El Asfalto
- La Alarma 1
- La Alarma 2

Discul 2
- NN23
- La Oferta
- El Pacto
- La Cabaña

Discul 3
- El Tonel
- La Pesadilla
- La Zarpa
- El Vidente

Discul 4
- El Cuervo
- El Trasplante
- La Casa

Discul 5
- El Fin Empezó Ayer
- El Trapero

Discul 6
- La Promesa
- El Televisor

Discul 7
- La Broma
- La Bodega 1
- La Bodega 2

Discul 8
- La Sonrisa
- El Aniversario
- Freddy